# Zbignevas Ibelgauptas
Zbignevas Ibelgauptas (* 28. August 1961 in Vilnius) ist ein litauischer Pianist und Musikpädagoge, Professor an der Litauischen Musik- und Theaterakademie und Vytautas-Magnus-Universität in Kaunas.

## Leben
1984 absolvierte er das Studium bei  Kęstutis Grybauskas  und 1988 die Weiterbildung an der Lietuvos konservatorija.
Ab 1988 lehrte er an der Lietuvos konservatorija. 1999 wurde er Dozent. Ab 1988 spielte er mit seiner Frau Rūta Ibelgauptienė im Duett. 1997 wurden sie mit dem Litauischen Nationalpreis für Kultur und Kunst ausgezeichnet. Seit 2011 lehrt er als Professor und leitet den Klavierlehrstuhl an der Musikakademie der Vytauto Didžiojo universitetas in Kaunas. Seit September 2011 leitet er LMTA als Rektor.